# Saryösek
Saryösek (kasachisch Сарыөзек, russisch Сарыозек Saryosek) ist ein Ort in Kasachstan.

## Geografie
Der Ort liegt im Südosten Kasachstans etwa 80 Kilometer südlich von Taldyqorghan und rund 150 Kilometer nördlich von Almaty. Er liegt auf einer Hochebene des Dsungarischen Alatau, ein Hochgebirge auf der Grenze von Kasachstan und China.

## Geschichte
Saryösek wurde im Zusammenhang mit dem Bau der Turkestan-Sibirischen Eisenbahn Anfang der 1930er Jahre gegründet. Der Bahnhof wurde 1931 eröffnet. Während des Chinesischen Bürgerkrieges in den 1930er Jahren wurde es als Umschlagplatz für die Lieferung sowjetischer Militärausrüstung nach China genutzt. Zwischen den 1960er bis 1990er Jahren erreichten Züge mit Atomraketen und Raketentreibstoffkomponenten den Ort, da hier zwei Raketenbrigaden der Strategischen Raketentruppen der Sowjetunion stationiert waren.

## Bevölkerung
Bei der Volkszählung 1999 hatte Saryösek 12.236 Einwohner. Die Volkszählung 2009 ergab für den Ort eine Einwohnerzahl von 12.912. Bei der letzten Volkszählung 2021 lebten 15.359 Menschen in Saryösek. Die Fortschreibung der Bevölkerungszahl ergab zum 1. Januar 2025 eine Einwohnerzahl von 14.661.
| Einwohnerentwicklung               | Einwohnerentwicklung | Einwohnerentwicklung | Einwohnerentwicklung | Einwohnerentwicklung | Einwohnerentwicklung | Einwohnerentwicklung | Einwohnerentwicklung |
| 1939                               | 1959                 | 1970                 | 1979                 | 1989                 | 1999                 | 2009                 | 2021                 |
| ---------------------------------- | -------------------- | -------------------- | -------------------- | -------------------- | -------------------- | -------------------- | -------------------- |
| 6.884                              | 13.266               | 13.286               | 13.740               | 14.587               | 12.236               | 12.912               | 15.359               |
| Anmerkung: Volkszählungsergebnisse |                      |                      |                      |                      |                      |                      |                      |

## Wirtschaft und Verkehr
In Saryösek gibt es einen Bahnhof an der Strecke der Turkestan-Sibirischen Eisenbahn zwischen Semei und Almaty. Der Ort liegt außerdem an der Fernstraße A3, einer wichtigen Nord-Süd-Verbindung im Osten Kasachstans. Sie führt in südlicher Richtung über Qonajew nach Almaty; in Richtung Norden gelangt man über Ajagös nach Öskemen. Von dieser zweigt in Saryösek eine Fernstraße nach Scharkent und weiter zur chinesischen Grenze ab. In Saryösek ist außerdem nach wie vor Militär stationiert. So ist der Ort Standort zweier Einheiten der Kasachischen Luftstreitkräfte.